# Zwaag (Hoorn)
Zwaag is een dorp in de gemeente Hoorn, in de regio West-Friesland, in de Nederlandse provincie Noord-Holland. Het dorp werd gesticht rond de 13e eeuw na Christus. Tot 1 januari 1979 was Zwaag een zelfstandige gemeente en maakt sindsdien met de plaatsen Blokker en Hoorn deel uit van de gemeente Hoorn.

## Geschiedenis
De plaats Zwaag werd voor het eerst genoemd in een privilege van paus Innocentius IV. Hierin neemt hij de St. Nicolaasabdij in Hemelum met alle bezittingen van de abdij in bescherming. Een van de bezittingen was de Sint-Maartenskerk van Zwaag. Het dorp heeft zelfs enige tijd stadsrechten gehad. Maar door voortdurende onenigheid met Hoorn heeft Zwaag deze rechten moeten opgeven. Daarna is Zwaag altijd een dorp gebleven.

### Wapen van Zwaag
Het wapen van Zwaag wordt in de blazoenering als volgt omschreven: "in lazuur een omgewende ooievaar, stappend door gras, alles van goud, houdend in de bek een slang of paling van sabel." Lazuur betekent in de heraldiek blauw en sabel betekent zwart.
Een oudere blazoenering, van 26 juni 1816, luidt als volgt: "Van lazuur beladen met een ooijevaar, staande op een terras, alles van goud en houdende in deszelfs bek een paling van sabel."
Mogelijk dat de ooievaar vroeger een reiger was, want die kwamen in de gemeente Zwaag veel voor. Nadat de gemeente Zwaag is opgegaan in de gemeente Hoorn wordt het wapen niet langer gevoerd of gebruikt.

## Demografie
Zwaag telt ruim 3000 inwoners. Dit bewonersaantal is overigens zonder de wijken Bangert-Oosterpolder, Risdam-Noord en Risdam-Zuid die (gedeeltelijk) op oorspronkelijk Zwaags grondgebied gebouwd zijn.
Aanvankelijk waren er voornamelijk scheepvaarders en ambachtslieden woonachtig in Zwaag, maar in de 15e en 16e eeuw bestond de bevolking hoofdzakelijk uit bessentelers en boeren.
Gezien de grote invloed van de landbouwsector hadden vooral de boeren het meest te vertellen in Zwaag voor een lange tijd, maar rond 1900 begon dit te veranderen toen de glastuinbouw de overhand kreeg. Steeds meer kassen werden gebouwd.
Ook vond in het begin van de 20e eeuw veel landversnippering plaats en werd een lokale veiling geopend. In recente jaren is het kweken van bloemen erg in trek bij het Zwaagse bedrijfsleven.
| Bevolkingsontwikkeling van Zwaag |
| -------------------------------- |
|                                  |

## Structuur
Van oorsprong was Zwaag een lintdorp met enkele zijpaden zoals de Balkweit, het Laantje (nu Krijterslaan) en het Unjerpad. Langzaamaan is het dorp op zo'n manier uitgebreid dat de oude structuur eigenlijk volledig verdwenen is, behalve dat deze op veel plaatsen nog aan oudere gebouwen is te herkennen; de Dorpsstraat toont hier en daar nog de karakteristieke lintbebouwing met bruggetjes over de sloot naar de boerderijen en woningen. Op nummer 5 staat een karakteristieke tuinderswoning dat tot monument is verklaard.

## Kerken
Het dorp heeft een dorpskerk, de Martinuskerk waarvan de toren uit omstreeks 1500 dateert. Deze kerk maakt vanaf 29 december 2005 deel uit van de Protestantse Gemeente te Hoorn-Zwaag. Op deze dag zijn de vereniging van de Hervormde Gemeente te Zwaag-Risdam, de Hervormde Gemeente Hoorn en de Gereformeerde Kerk Hoorn samen verdergegaan. De dorpskerk is tevens trouwlocatie van de gemeente Hoorn. Ook staat er de Lourdeskapel en heeft het dorp een rooms-katholieke kerk, Sint Martinus.

## Bijzondere evenementen
Sinds 1965 wordt er jaar in Zwaag carnaval gevierd. Tijdens het carnaval vindt er in Zwaag een optocht plaats waarbij de optochtdeelnemers in een lange stoet een vaste route door het dorp afleggen. De optocht bestaat uit praalwagens, loopgroepen en leutgangers. Er is geen thema, de groepen zijn vrij om hun eigen thema te kiezen. Dit evenement dat telkens meer dan 40.000 bezoekers trekt wordt door Carnavalsvereniging het Masker georganiseerd. In 2016 heeft de vereniging uit handen van de interim-burgemeester van Hoorn, Yvonne van Mastrigt, een koninklijke erepenning ontvangen. Het Masker heeft deze Koninklijke Erepenning ontvangen tijdens het 50-jarige bestaan van deze vereniging. Het evenement staat sinds 1 november 2022 op de Inventaris Immaterieel Cultureel Erfgoed Nederland.
Tevens vond er tweemaal in de vijf jaar een muzikaal evenement plaats: het Beiers Festival. Dit festival werd sinds 1971 georganiseerd door de Erika Kapel en stond geheel in het teken van de muziek uit de Alpenlanden. In 2011 is de laatste editie geweest van dit Beiers Festival.

## Bekende inwoners van Zwaag
Bekende mensen, geboren of woonachtig in Zwaag zijn onder anderen:
- Jacco Gardner - (9 april 1988) Nederlandse multi-instrumentalist
- Richard Tol - (1969) hoogleraar klimaateconomie
- Lobke Berkhout - (11 november 1980) vijfvoudig wereldkampioene zeilen
- Hans van Goor - (1970) langeafstandzwemmer
- Marco Bizot - (10 maart 1991) voetballer

## Galerij

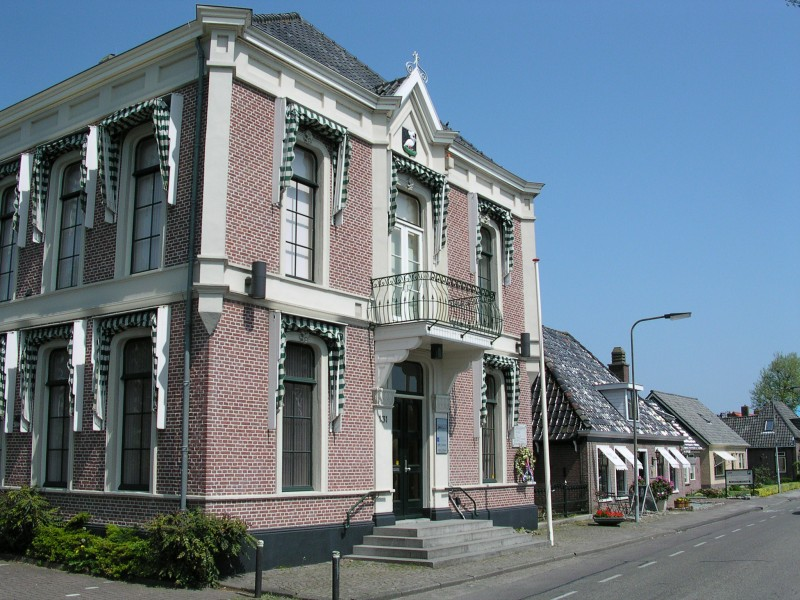
Voormalig raadhuis
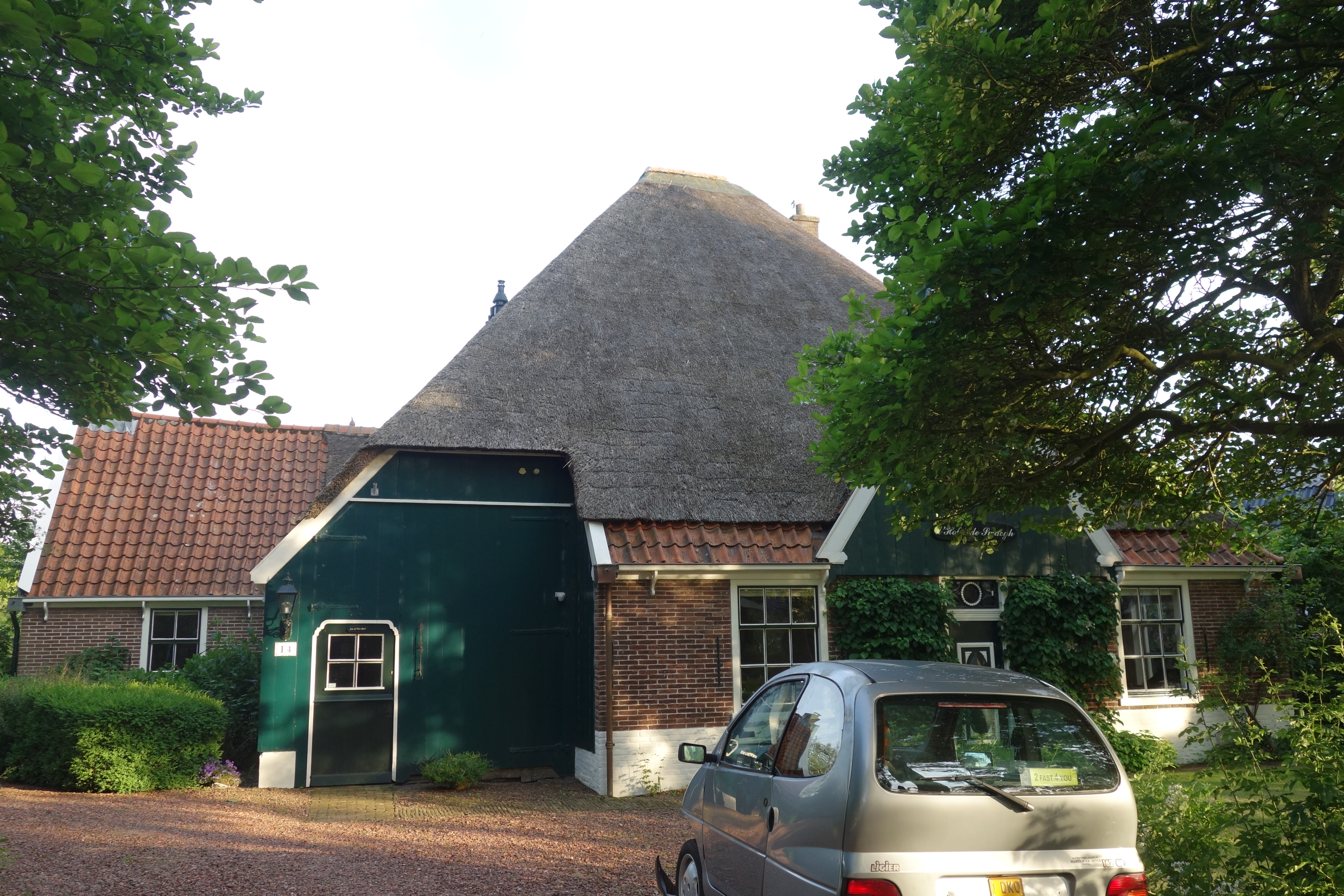
Stolpboerderij d'Hofstede Swaegh
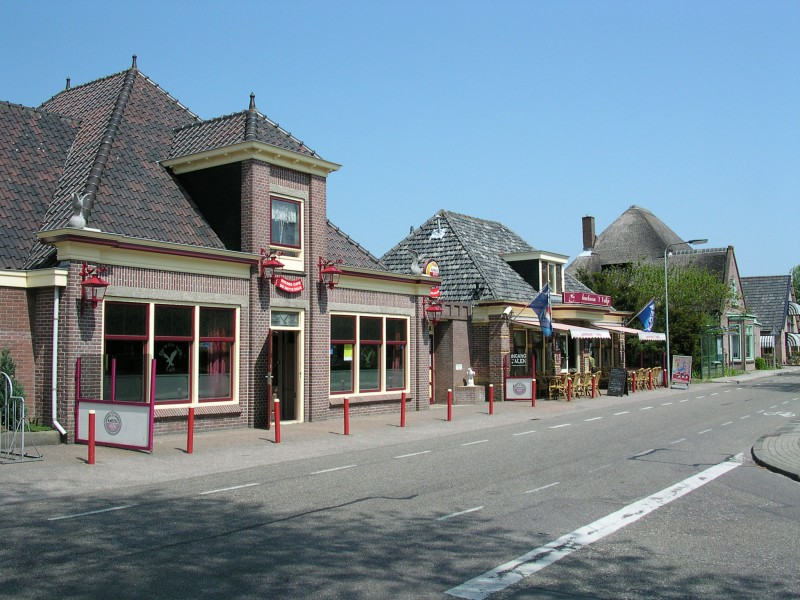
De Witte Valk
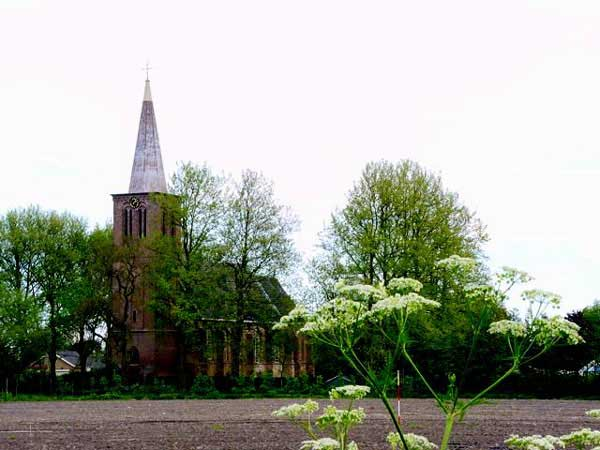
Hervormde kerk
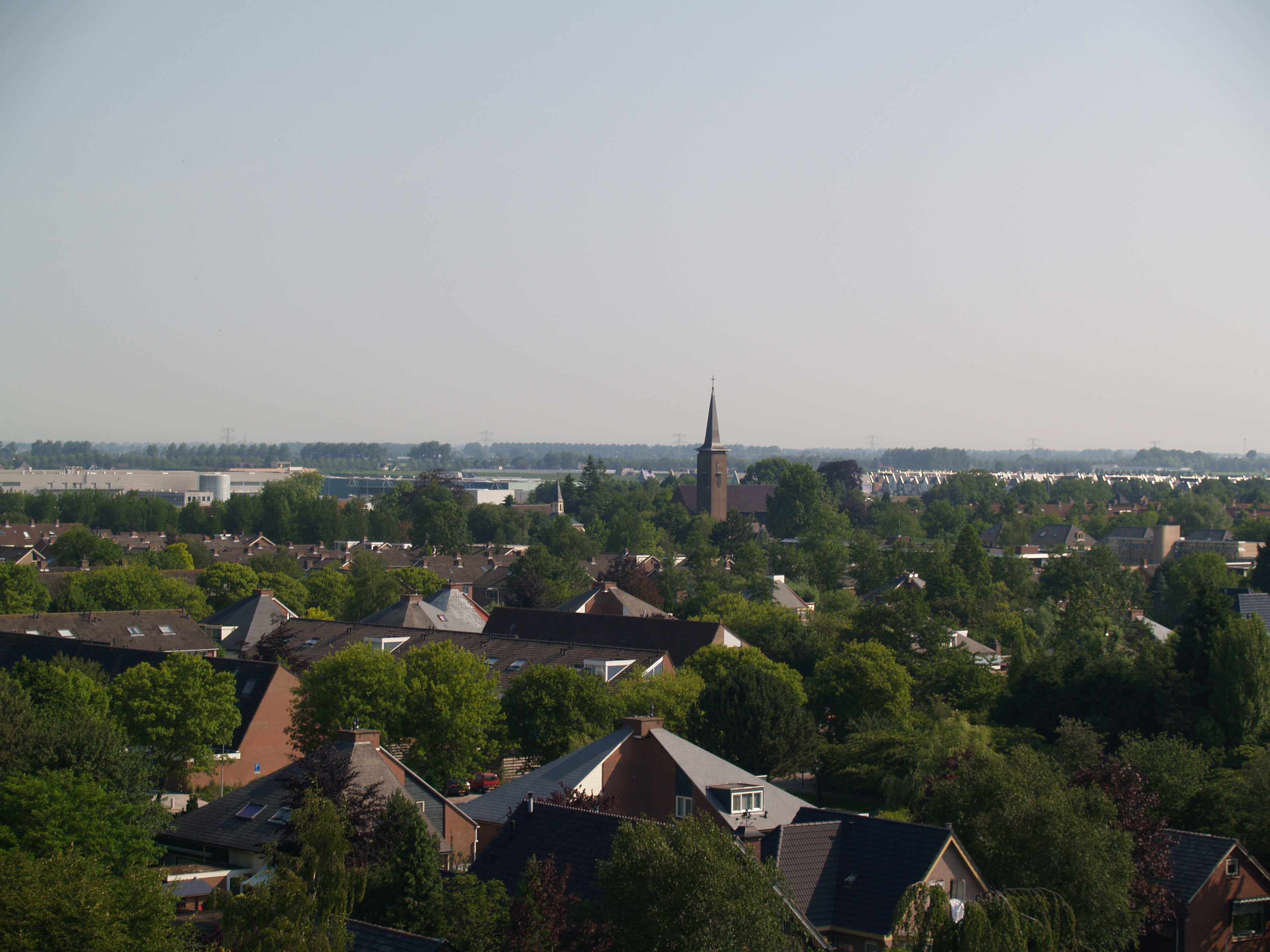
Uitzicht over Zwaag